# Collada Ampla
La collada Ampla és una collada que uneix els cims del Turó Galliner i el Tossal de Lletó a 1570 metres d'altitud, al municipi d'Alàs i Cerc de la comarca de l'Alt Urgell. Hi neix el Torrent de Banat, que desemboca al riu Segre.